# Franco Abbina
Franco Abbina, accreditato anche come Franco Abbine o Franco Abbiana (Roma, 31 marzo 1934), è un attore italiano, attivo fino alla prima metà degli anni settanta.

## Biografia
Nato da una famiglia di origini spagnole, prima di entrare nel campo della recitazione, Franco Abbina si dedica agli studi di economia e musica; una volta terminati gli studi, entra a far parte dell'ambiente cinematografico nella prima metà degli anni sessanta in qualità di comprimario; recita più volte al fianco dell'attore-regista Alberto Sordi.
Tra i suoi ruoli cinematografici più importanti, quello del dottor Nisticò, uno dei medici presenti nei film Il medico della mutua (1968) e Il prof. dott. Guido Tersilli primario della clinica Villa Celeste convenzionata con le mutue (1969) in cui cerca, insieme ai colleghi, di mettere in cattiva luce il protagonista Alberto Sordi.
Altro ruolo degno di nota è in Nell'anno del Signore, in cui interpreta il principe Filippo Spada che subisce un tentativo di omicidio da parte dei carbonari Targhini e Montanari. 
Nel 1970 Franco Abbina partecipa al film Contestazione generale, sempre diretto dal regista Luigi Zampa, come in alcuni precedenti film in cui aveva preso parte, ma a causa del taglio causato dalla censura dell'episodio La bomba alla televisione in cui recita assieme a Vittorio Gassman che ne era il protagonista, il suo ruolo è assente in quanto il film, dopo la prima uscita nelle sale italiane, viene ritirato e rimaneggiato, rimuovendo completamente l'intero episodio.
Dopo aver dato vita ad una quindicina di personaggi tra cinema, televisione e teatro di prosa, Franco Abbina si ritira dal mondo dello spettacolo intorno alla prima metà degli anni settanta e si dedica alla pittura, per la quale inizia a mostrare interesse illustrando un libro di poesie della poetessa Alda Merini ed esponendo ad una mostra a Roma. 

## Filmografia

### Cinema
- Il ratto delle Sabine, regia di Richard Pottier (1961)
- La cuccagna, regia di Luciano Salce (1962)
- Il boom, regia di Vittorio De Sica (1963)
- Frenesia dell'estate, regia di Luigi Zampa (1963)
- Appuntamento a Dallas, regia di Piero Regnoli (1964)
- È mezzanotte... butta giù il cadavere, regia di Guido Zurli (1966)
- Il medico della mutua, regia di Luigi Zampa (1968)
- Un bellissimo novembre, regia di Mauro Bolognini (1969)
- Il prof. dott. Guido Tersilli primario della clinica Villa Celeste convenzionata con le mutue, regia di Luciano Salce (1969)
- Nell'anno del Signore, regia di Luigi Magni (1969)
- Le sorelle, regia di Roberto Malenotti (1969)
- La bomba alla televisione, episodio di Contestazione generale, regia di Luigi Zampa (1970)
- Il venditore di morte, regia di Lorenzo Gicca Palli (1971)

### Televisione
- Sganarello e la figlia del re, regia di Alessandro Fersen, (Programma Nazionale, 1960)
- La ruota dei re, regia di Giacomo Colli, (Secondo Programma, 1964)
- Tra vestiti che ballano, regia di Giacomo Colli, (Programma Nazionale, 1965)
- Il triangolo rosso – serie TV, episodio 2x06 (1969)
- All'ultimo minuto – serie TV, episodio 3x04 (1973)

## Doppiatori italiani
- Franco Latini in Nell'anno del Signore

## Opere
- Franco Abbina, Libertà di sognare: storie e leggende che non sono mai state, presentazione di Alda Merini, Roma, Gangemi, 2003.